# Амстердам (Монтана)
Амстердам (англ. Amsterdam) — переписна місцевість (CDP) в США, в окрузі Ґаллатін штату Монтана. Населення — 206 осіб (2020).

## Географія
Амстердам розташований за координатами 45°44′18″ пн. ш. 111°20′21″ зх. д. / 45.73833° пн. ш. 111.33917° зх. д. (45.738262, -111.339096).  За даними Бюро перепису населення США в 2010 році переписна місцевість мала площу 7,06 км², з яких 7,01 км² — суходіл та 0,05 км² — водойми.

## Демографія
Згідно з переписом 2010 року, у переписній місцевості мешкало 180 осіб у 67 домогосподарствах у складі 55 родин. Густота населення становила 26 осіб/км².  Було 72 помешкання (10/км²).
Расовий склад населення:
| - 97,2 % — білих - 0,6 % — корінних американців |

До двох чи більше рас належало 2,2 %. Частка іспаномовних становила 1,7 % від усіх жителів.
За віковим діапазоном населення розподілялося таким чином: 20,6 % — особи молодші 18 років, 66,6 % — особи у віці 18—64 років, 12,8 % — особи у віці 65 років та старші. Медіана віку мешканця становила 43,3 року. На 100 осіб жіночої статі у переписній місцевості припадало 116,9 чоловіків;  на 100 жінок у віці від 18 років та старших — 113,4 чоловіків також старших 18 років.
Середній дохід на одне домашнє господарство  становив 66 890 доларів США (медіана — 66 111), а середній дохід на одну сім'ю — 74 449 доларів (медіана — 66 736). Медіана доходів становила 47 188 доларів для чоловіків та 26 136 доларів для жінок. За межею бідності перебувало 3,2 % осіб, у тому числі 0,0 % дітей у віці до 18 років та 0,0 % осіб у віці 65 років та старших.
Цивільне працевлаштоване населення становило 83 особи. Основні галузі зайнятості: сільське господарство, лісництво, риболовля — 37,3 %, роздрібна торгівля — 20,5 %, освіта, охорона здоров'я та соціальна допомога — 14,5 %.